# Otto von Münchhausen
Otto von Münchhausen (11 giugno 1716 – 13 luglio 1774) è stato un botanico tedesco.
Compie i suoi studi alla Università di Göttingen.
Mantenne rapporti epistolari con Linneo.